# Emoia sorex
Emoia sorex este o specie de șopârle din genul Emoia, familia Scincidae, descrisă de Boettger 1895. Conform Catalogue of Life specia Emoia sorex nu are subspecii cunoscute.